# Сенюк Олена Якимівна
Оле́на Яки́мівна Сеню́к (Томе́нко) (4 жовтня 1913 , Дебеславці, Коломийський повіт, Королівство Галичини та Володимирії, Австро-Угорщина  — невідомо ) — українська радянська діячка, літпрацівник газети, заступник голови Коломийського райвиконкому Станіславської області. Депутат Верховної Ради УРСР 1-го скликання (у 1940–1947 роках) від Станіславської області.

## Біографія
Народилася 4 жовтня 1913 року в селянській родині Якима Томенка в селі  Дебеславці, тепер Коломийський район Івано-Франківська область, Україна. Під впливом старшого брата Сильвестра прилучилася до революційної боротьби ще в шкільні роки. У 1926 році організувала піонерську організацію в дебеславській школі Коломийського повіту.
Член Комуністичної спілки молоді Західної України (КСМЗУ) з 1929 року. Працювала в легальній прокомуністичній організації «Сельроб». У 1930 році — член Коломийського окружного комітету КСМЗУ, учасниця політичної демонстрації жителів ряду сіл Коломийського повіту.
Член Комуністичної партії Західної України з 1936 року.
За революційну діяльність неодноразово арештовувалася польською владою і притягувалася до судової відповідальності. Ув'язнення відбувала в коломийській, тарнівській і фордонській тюрмах.
З осені 1939 по 1941 рік — дошкільний інспектор Коломийського міського відділу народної освіти, кореспондент і літературний працівник коломийської районної газети «Червоний прапор» Станіславської області. У 1940–1941 роках — заступник голови виконавчого комітету Коломийської районної ради депутатів трудящих Станіславської області.
Під час німецько-радянської війни разом із шестирічним сином була евакуйована у місто Бірськ Башкирської АРСР, де працювала завідувачем Будинку колгоспника, уповноваженою Бірського районного комітету ВКП(б) у колгоспах.
Член ВКП(б) з 1942 року.
Осінню 1943–1944 року — інструктор відділу агітації і пропаганди Ніжинського міського комітету КП(б)У Чернігівської області.
З 1944 року — на партійній і радянській роботі в містах Коломиї та Болехові Станіславської (Івано-Франківської) області.
Потім — на пенсії.

## Нагороди
- Почесна грамота Президії Верховної Ради Української РСР
- медалі